# The Unfinished Swan
The Unfinished Swan (dt. „Der unvollendete Schwan“) ist ein Computerspiel, das von dem kalifornischen Independent-Studio Giant Sparrow für die PlayStation-3-Konsole entwickelt und im Oktober 2012 von Sony Computer Entertainment als kostenpflichtiger Download im PlayStation Network veröffentlicht wurde. Im Oktober 2014 kamen Portierungen für PlayStation 4 und PlayStation Vita heraus. Im September 2020 erschien eine Version für Windows.
Der Spieler steuert die Spielfigur, einen Jungen namens Monroe, aus der Egoperspektive durch eine anfangs vollständig weiße Welt, die durch Verschießen schwarzer Farbkugeln eingefärbt werden kann. The Unfinished Swan erhielt bereits in der Entwicklungsphase eine für ein Indie-Spiel große Aufmerksamkeit von der Fachpresse und wurde überwiegend positiv rezensiert. Dabei wurden insbesondere das innovative Spielkonzept und der künstlerische Grafikstil gelobt.

## Handlung

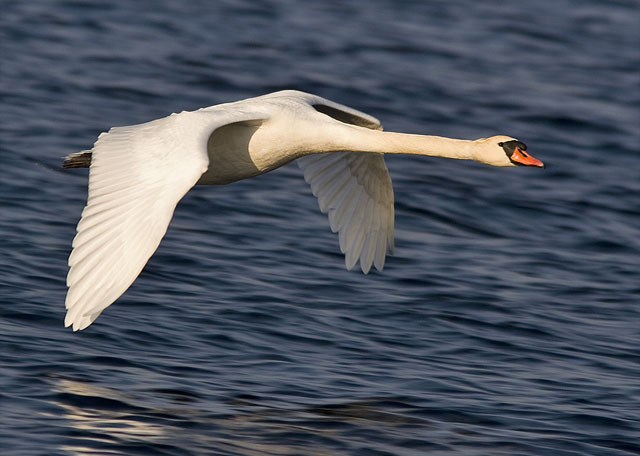
Fliegender Höckerschwan

Die Mutter des zehnjährigen Monroe ist eine Malerin, die jedoch keines ihrer Bilder je vollendet hat, und als sie stirbt, fühlt sich der Junge genauso unvollendet. Da er nur eines der Bilder ins Waisenhaus mitnehmen darf, entscheidet er sich für das Lieblingsbild seiner Mutter, den unvollendeten Schwan. Als eines Nachts der Schwan aus dem Gemälde verschwunden ist, folgt der Junge seinen Spuren in eine surreale Welt, die anfangs vollkommen weiß ist.
Mit dem silbernen Pinsel seiner Mutter kann Monroe schwarze Farbe verspritzen und sich so orientieren. Durch einen Garten gelangt er zu einem Schloss in einem riesigen Labyrinth und schließlich zu einer großen Stadt am Meer, wobei er stets dem Schwan folgt. Nach und nach lernt er die Geschichte dieser Welt kennen: Sie wurde einst in perfektem Weiß von einem König erschaffen und regiert, der als selbstherrlich und egozentrisch geschildert wird. Da der König in den Menschen, die in seinem Reich lebten, nur lästige Untertanen sah, die seine perfekte Welt beschmutzten und zerstörten, zog er sich schließlich alleine auf eine Insel zurück und malte sich ein Haus und eine Ehefrau, die sich als weibliche Version seiner selbst herausstellte und in die er sich sofort verliebte. Die Königin malte Bilder, die sie alle unvollendet ließ, doch kurz vor der Geburt ihres Kindes war sie plötzlich verschwunden und hatte nur eines ihrer Bilder und ihren silbernen Pinsel mitgenommen. Der König, der dafür keine Erklärung fand, hörte auf zu malen und neun Jahre später wollte er als letztes Vermächtnis ein riesiges Denkmal seiner selbst erschaffen. Auch dieses blieb unvollendet und der König war in seinem Traum gefangen.
Als Monroe die Insel und schließlich das unvollendete Denkmal erreicht, erwacht der König und lässt den Jungen an der Geschichte seines Lebens teilhaben. Er ist ein einsamer und erschöpfter alter Mann, dem es nie gelang, irgendetwas in seinem Leben zu vollenden oder zu erreichen, der aber dennoch Spaß an seinen Ideen und Schöpfungen hatte. Schließlich schenkt er Monroe seinen Pinsel. Zurück in seiner Welt, vollendet der Junge damit das Bild des Schwans.

## Spielprinzip

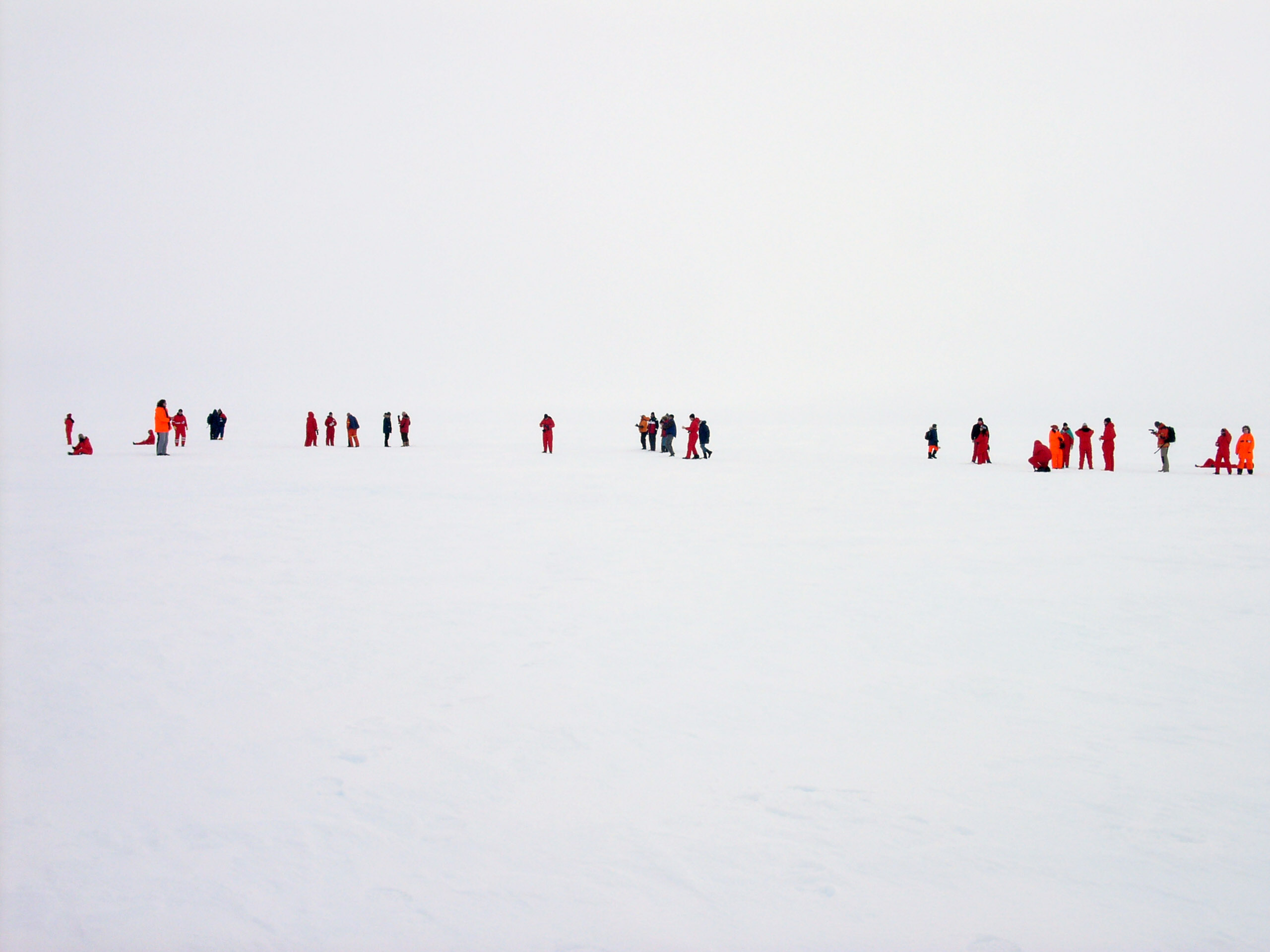
Reales Beispiel für ein Whiteout

Die Perspektive und die Steuerung des Spiels entsprechen in etwa denen eines Ego-Shooters. Die Spielfigur kann mit einem Analog-Stick des Gamepads in alle Richtungen bewegt und mit dem anderen gedreht werden. Mit einer Taste können Farbkugeln oder, in einigen Spielabschnitten, Wassertropfen verschossen werden. Dabei dient eine kleine Kreismarkierung in der Bildschirmmitte als Zielhilfe. Da sich die Flüssigkeit dabei physikalisch korrekt auf einer Wurfparabel bewegt, ist die Reichweite nicht allzu groß. Die Spielfigur kann außerdem springen und beispielsweise an Leitern oder Ranken hochklettern. Alternativ zur Steuerung mit dem Gamepad kann auch PlayStation Move als Eingabegerät verwendet werden.
The Unfinished Swan ist in drei Kapitel eingeteilt, die sich im Spielprinzip deutlich voneinander unterscheiden. In einem kurzen vierten Schlusskapitel werden alle Spielelemente nochmals aufgegriffen.
Im ersten Kapitel besteht das Spielziel darin, eine völlig weiße Spielwelt so mit schwarzer Farbe einzufärben, dass eine Orientierung möglich wird. Im zweiten Kapitel kann die Spielfigur Wasser verspritzen und das wesentliche Spielelement besteht hier darin, mit dem Wasser Ranken zum Wachsen zu bringen und an diesen entlangzuklettern. Im dritten Kapitel, das hauptsächlich in einem dunklen Wald stattfindet, gilt es mit der Farbe Leuchtfrüchte zu aktivieren. Befindet sich die Spielfigur zu lange in der Dunkelheit, wird sie von Spinnen angegriffen. Außerdem können in einigen Abschnitten dieses Kapitels mit der Farbe beliebige Plattformen erzeugt werden, die dadurch ein Weiterkommen ermöglichen.
In der Spielwelt sind zudem Luftballons versteckt, die durch Beschießen gesammelt werden können. Sie dienen als Währung, um im Spielmenü Extras und Verbesserungen zu kaufen, wie z. B. ein Gerät, das in der Nähe befindliche Ballons anzeigt, oder Dauerfeuer für die Farbe. Mitunter befinden sich goldene Buchstaben an Wänden, die nach dem Beschießen eine Seite im Stil eines Bilderbuchs öffnen, die die Geschichte weitererzählt oder vertieft.

## Rezeption

### Kritiken
Von der Kritik wurde The Unfinished Swan überwiegend positiv aufgenommen: Laut Metacritic erzielt es bei 66 ausgewerteten Rezensionen das Gesamtergebnis 79 von 100 Punkten.
Bei der Website GameRankings beträgt der Wertungsdurchschnitt 80,70 %.
Die Website IGN vergab für das Spiel die Wertung 9,0/10,0. Der Rezensent Greg Miller bezeichnete The Unfinished Swan als „nichts weniger als spektakulär“. Das Spiel sei zwar mit etwa zwei Stunden Spieldauer recht kurz und biete auch keine echten Herausforderungen, allerdings liege seine wahre Schönheit darin, dass es eine Geschichte erzähle, die mit jedem Kapitel immer neue, abwechslungsreiche Spielelemente einführe. Vor allem der Anfangsabschnitt mit der komplett weißen Welt sei atemberaubend und faszinierend (“breathtaking and intriguing”).
Benjamin Schmädig von 4Players äußerte sich deutlich kritischer über das Spiel. Auch er bezeichnete zwar das Gameplay des ersten Kapitels als „einzigartig“ und als „das aufregendste Entdecken“, das er „seit langem erlebt“ habe, stellte allerdings fest, dass insgesamt die verschiedenen Spielelemente nicht zusammenpassen würden. Insbesondere kritisierte er das Fehlen von cleveren Rätseln und Herausforderungen. Die Geschichte sei zwar liebevoll erzählt, werde allerdings „ihrem Anspruch einer bedeutsamen Metapher nicht gerecht“. Das Magazin vergibt die Wertung 78 %.
Gleichzeitig „betört und enttäuscht“ sah sich auch Carsten Görig von Spiegel Online. Das Spiel sehe zwar phantastisch aus, sein Hauptproblem bestehe jedoch darin, sich zu sehr auf seine aufsehenerregende Ästhetik zu verlassen. Da wirkliche Herausforderungen fehlten, sei aus einer guten Idee ein „kurzes, aber letztlich doch langweiliges Spiel“ geworden.

### Preise
The Unfinished Swan gewann zwei Preise bei den British Academy Video Games Awards 2013 in den Kategorien Game Innovation und Debut Game; in einer weiteren Kategorie, Original Music, war es nominiert. Das Spiel wurde außerdem mit einem Preis der Game Critics Awards: Best of E3 2012 als Best Downloadable Game ausgezeichnet.